# Rafetus
Rafetus é um género de tartarugas da família Trionychidae.
Este género contém as seguintes espécies:
- Rafetus euphraticus (Daudin, 1801)
- Rafetus swinhoei (Gray, 1873)